# Charlie Hunnam
Charles Matthew "Charlie" Hunnam (sinh ngày 10 tháng 4 năm 1980) là một nam diễn viên người Anh. Anh được biết đến qua các vai diễn truyền hình như Nathan Maloney trong loạt phim Queer as Folk (1999–2000) của Channel 4, Lloyd Haythe trong loạt phim hài Undeclared (2001–02) của kênh Fox và Jackson "Jax" Teller trong loạt phim Sons of Anarchy (2008–14) của kênh FX. Với bệ phóng là các vai diễn nhỏ trong các phim truyền hình, Hunnam bắt đầu lấn sân sang lĩnh vực điện ảnh với các vai chính trong Nicholas Nickleby (2002), Green Street (2005), Siêu đại chiến (2013), Thành phố vàng đã mất (2017) và Huyền thoại vua Arthur: Thanh gươm trong đá (2017).

## Tiểu sử
Hunnam được sinh ra tại thành phố Newcastle trên sông Tyne, Anh, là con trai của William "Billy" Hunnam (1952–2013), một nhà buôn phế liệu, và Jane (họ gốc Bell) Hunnam, một chủ kinh doanh. Bà ngoại của anh là một họa sĩ vẽ chân dung ở Newcastle. Hunnam là con trai thứ hai trong gia đình, trước anh có một người anh trai tên là William "Billy". Anh cũng có hai người em trai cùng mẹ khác cha là Oliver và Christian. Cha mẹ anh li dị nhau khi anh hai tuổi, sau đó khi mẹ anh đi bước nữa vào năm anh lên 12, anh được theo mẹ chuyển tới sống tại làng Melmerby, Cumbria. Hunnam theo học tại trường Heaton Manor School ở Newcastle. Sau khi tốt nghiệp, anh theo học tại Cao đẳng Cộng đồng Ullswater, và sau đó là trường Queen Elizabeth Grammar School ở Penrith, Cumbria. Sau đó anh theo học tại Cao đẳng Nghệ thuật và Thiết kế Cumbria, giờ đã sáp nhập thành Đại học Cumbria, nơi anh tốt nghiệp với bằng cử nhân lý thuyết và lịch sử điện ảnh.

## Sự nghiệp

### Bắt đầu sự nghiệp
Năm 17 tuổi, Hunnam được người ta phát hiện trong một cửa hàng giày vào Đêm vọng Lễ Giáng Sinh trong tình trạng say rượu diễn hề trong lúc đi mua giày cho các em trai của mình. Một nhà quản lý sản xuất của chương trình Byker Grove đã tiếp cận anh và Hunnam sau đó đã được tuyển vào vai diễn Jason trong ba tập đầu của chương trình. Anh cũng có một sự nghiệp người mẫu nhỏ khi tham gia chụp ảnh cho Kangols Caps, và cũng nhờ đó anh tự nhận rằng mình không phù hợp với nghề này. Ở tuổi 18, Hunnam có được vai diễn lớn đầu tiên của mình khi Russell T Davies tuyển anh vào đóng vai một cậu bé 15 tuổi tên là Nathan Maloney trong phim truyền hình Queer as Folk của kênh Channel 4. Sau đó, anh tiếp tục với vai diễn Daz trong phim điện ảnh Whatever Happened to Harold Smith? (1999) trước khi chuyển tới Mỹ sinh sống.
Sự nghiệp của anh bắt đầu phát triển hơn nhờ vai diễn Gregor Ryder trong B loạt phim Young Americans, và sau đó là nhân vật Lloyd Haythe trong loạt phim ngắn Undeclared của hãng Fox. Tuy nhiên dù nhận được nhiều lời khen ngợi, loạt phim đã bị hủy chỉ sau một mùa công chiếu. Hunnam sau đó xuất hiện trên các màn ảnh rộng với Abandon (2002), Nicholas Nickleby (2002) và Cold Mountain (2003). Hunnam đã nói rằng anh chưa hề muốn nhận bất cứ một vai diễn nào mà anh được đề nghị: "Tôi có 60 năm để kiếm tiền, nhưng những thứ mà tôi chọn trong năm năm tới thực sự sẽ tạo nên sự nghiệp của tôi." Quyết định này giúp anh quay trở lại Anh và tham gia vào vai diễn Pete Dunham trong bộ phim Green Street (2005).

### 2008–2012

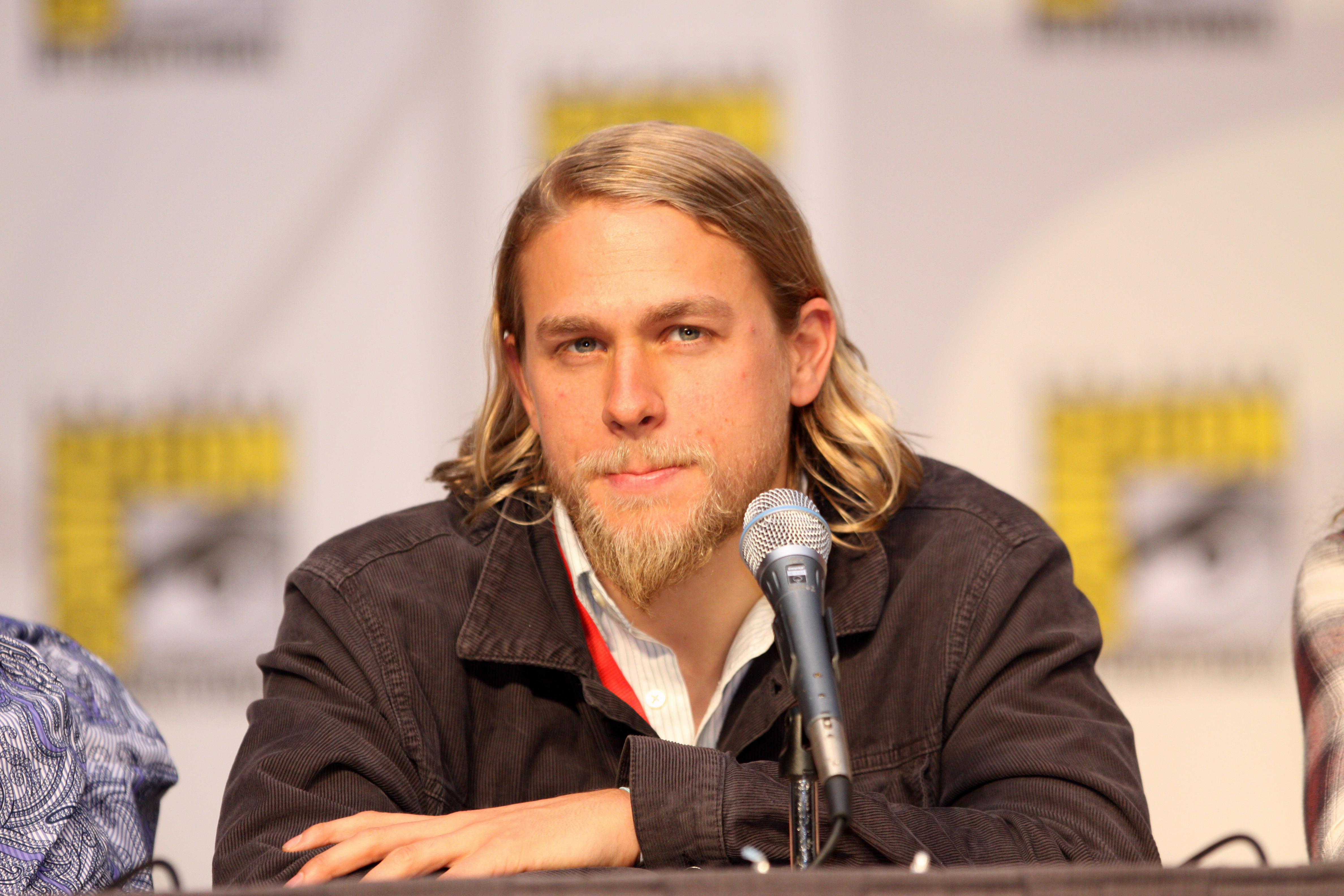
Charlie Hunnam tại sự kiện San Diego Comic-Con năm 2010, quảng bá cho phim truyền hình Sons of Anarchy.

Từ năm 2008 tới năm 2014, Hunnam tham gia đóng trong phim truyền hình Sons of Anarchy với vai diễn Jackson "Jax" Teller. Hunnam được tuyển vào loạt phim này sau khi Kurt Sutter, nhà sáng tạo của loạt phim, nhìn thấy anh diễn xuất trong Green Street. Vai diễn Jax Teller đã giúp Hunnam nhận được một đề cử tại giải Critics' Choice Television Award, ba đề cử Giải EWwy cho Nam diễn viên chính xuất sắc nhất trong một phim truyền hình chính kịch, và một đề cử Giải Truyền hình PAAFJT cho Dàn diễn viên xuất sắc nhất trong một phim truyền hình chính kịch.
Năm 2011, Hunnam tham gia đóng trong bộ phim The Ledge của đạo diễn Matthew Chapman. Năm 2012, anh xuất hiện trong vai chính của bộ phim hài 3,2,1... Frankie Go Boom cùng với người đồng nghiệp Ron Perlman yừ Sons of Anarchy. Hunnam nói rằng những ngày quay phim cùng Perlman là những ngày tuyệt vời và vui vẻ nhất trong suốt sự nghiệp của mình. Cũng trong năm 2012, anh tham gia vào bộ phim hình sự Deadfall của Stefan Ruzowitzky.

### 2013–nay

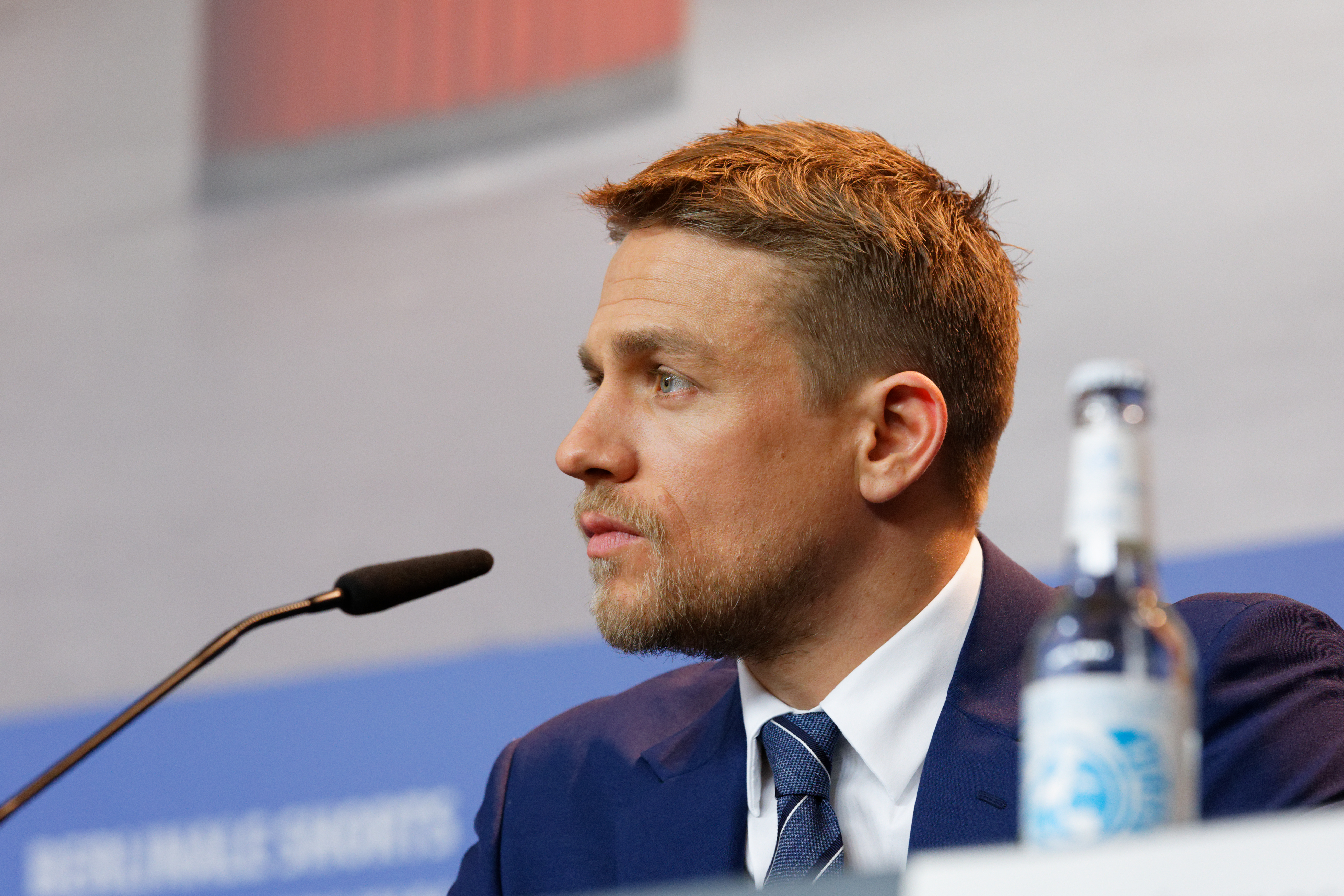
Charlie Hunnam ở họp báo ra mắt Thành phố vàng đã mất tại Liên hoan phim quốc tế Berlin năm 2017.

Năm 2013, Hunnam tham gia vai diễn Raleigh Becket trong phim điện ảnh khoa học viễn tưởng Siêu đại chiến của đạo diễn Guillermo del Toro, công chiếu vào tháng 7 năm 2013 và thu về 411 triệu USD toàn cầu. Ngày 2 tháng 9 năm 2013, Hunnam được xác nhận sẽ đóng vai tỉ phú Christian Grey trong phim điện ảnh Năm mươi sắc thái, chuyển thể từ cuốn tiểu thuyết cùng tên của nữ nhà văn E. L. James. Tuy nhiên tới ngày 12 tháng 10 năm 2013, hãng Universal Pictures công bố rằng Hunnam đã rút khỏi dự án phim do xung đột lịch diễn với phim truyền hình Sons of Anarchy. Ngày 2 tháng 6 năm 2014, Hunnam được trao tặng Giải Huading cho Diễn viên quốc tế xuất sắc nhất cho vai diễn Raleigh trong Siêu đại chiến, nhờ sự thành công của bộ phim tại các thị trường châu Á.
Hunnam tiếp tục hợp tác với đạo diễn del Toro trong tác phẩm kinh dị Lâu đài đẫm máu cùng với Mia Wasikowska, Tom Hiddleston và Jessica Chastain. Phim được chính thức công chiếu vào ngày 16 tháng 10 năm 2015. Năm 2015, đảm nhiệm vai diễn nhà địa lý học Percy Fawcett trong tác phẩm phiêu lưu Thành phố vàng đã mất của đạo diễn James Gray. Phim được ra mắt tại Liên hoan phim New York năm 2016, và được công chiếu tại Việt Nam vào ngày 19 tháng 5 năm 2017. Hunnam vào vai nhân vật Vua Arthur vào năm 2017, trong tác phẩm điện ảnh phiêu lưu hành động Huyền thoại vua Arthur: Thanh gươm trong đá của đạo diễn Guy Ritchie, được công chiếu vào ngày 12 tháng 5 năm 2017.

## Cuộc sống riêng
Năm 1999, Hunnam gặp nữ diễn viên Katharine Towne khi cả hai người đều tham gia thử vai cho phim truyền hình Dawson's Creek. Sau bốn tuần hẹn hò, họ làm đám cưới với nhau tại Las Vegas. Cả hai người chia tay nhau vào năm 2002. Hunnam bắt đầu hẹn hò với nghệ sĩ Morgana McNelis từ năm 2005.

## Danh sách phim

### Phim điện ảnh
| Năm  | Tên                                         | Vai                       | Ghi chú |
| ---- | ------------------------------------------- | ------------------------- | ------- |
| 1999 | Whatever Happened to Harold Smith?          | Daz                       |         |
| 2002 | Abandon                                     | Embry Larkin              |         |
| 2002 | Nicholas Nickleby                           | Nicholas Nickleby         |         |
| 2003 | Cold Mountain                               | Bosie                     |         |
| 2005 | Green Street                                | Pete Dunham               |         |
| 2006 | Children of Men                             | Patric                    |         |
| 2011 | The Ledge                                   | Gavin Nichols             |         |
| 2012 | 3,2,1... Frankie Go Boom                    | Frankie                   |         |
| 2012 | Deadfall                                    | Jay                       |         |
| 2013 | Siêu đại chiến                              | Raleigh Becket            |         |
| 2015 | Lâu đài đẫm máu                             | Alan McMichael            |         |
| 2016 | Thành phố vàng đã mất                       | Percy Fawcett             |         |
| 2017 | Huyền thoại vua Arthur: Thanh gươm trong đá | Vua Arthur                |         |
| 2018 | Papillon                                    | Henri Charrière           |         |
| 2019 | A Million Little Pieces                     | Bob Frey Jr.              |         |
| 2019 | Triple Frontier                             | William 'Ironhead' Miller |         |
| 2019 | True History of the Kelly Gang              | Sergeant O'Neill          |         |
| 2019 | Jungleland                                  | Stanley Kaminski          |         |
| 2019 | Quý ông thế giới ngầm (The Gentlemen)       | Raymond Smith             |         |
| 2021 | Last Looks                                  | Charlie Waldo             |         |

### Phim truyền hình
| Năm       | Tên               | Vai                  | Ghi chú          |
| --------- | ----------------- | -------------------- | ---------------- |
| 1998      | Byker Grove       | Jason Chuckle        | 3 tập            |
| 1999      | My Wonderful Life | Wes                  | Tập: "Moving On" |
| 1999–2000 | Queer as Folk     | Nathan Maloney       | 10 tập           |
| 1999      | Microsoap         | Brad                 | Tập: "2.6"       |
| 2000      | Young Americans   | Gregor Ryder         | 3 tập            |
| 2001–02   | Undeclared        | Lloyd Haythe         | 18 tập           |
| 2008–14   | Sons of Anarchy   | Jackson "Jax" Teller | 92 tập           |
| TBA       | Shantaram         | Lin                  | Đang quay        |

## Giải thưởng và đề cử

### Phim điện ảnh
| Năm  | Giải thưởng              | Hạng mục                                   | Đề cử                                       | Kết quả   |
| ---- | ------------------------ | ------------------------------------------ | ------------------------------------------- | --------- |
| 2002 | National Board of Review | Diễn xuất xuất sắc nhất của nhóm diễn viên | Nicholas Nickleby                           | Đoạt giải |
| 2013 | Giải Huading             | Diễn viên quốc tế xuất sắc nhất            | Siêu đại chiến                              | Đoạt giải |
| 2017 | CinemaCon Award          | Ngôi sao nam của năm                       | Huyền thoại vua Arthur: Thanh gươm trong đá | Đoạt giải |

### Phim truyền hình
| Năm  | Giải thưởng                      | Hạng mục                                                                | Đề cử           | Kết quả |
| ---- | -------------------------------- | ----------------------------------------------------------------------- | --------------- | ------- |
| 2011 | Giải EWwy                        | Nam diễn viên chính xuất sắc nhất trong một phim truyền hình chính kịch | Sons of Anarchy | Đề cử   |
| 2012 | Critics' Choice Television Award | Nam diễn viên chính xuất sắc nhất trong một phim truyền hình chính kịch | Sons of Anarchy | Đề cử   |
| 2012 | Giải EWwy                        | Nam diễn viên chính xuất sắc nhất trong một phim truyền hình chính kịch | Sons of Anarchy | Đề cử   |
| 2013 | Giải Truyền hình PAAFJT          | Dàn diễn viên xuất sắc nhất trong một phim truyền hình chính kịch       | Sons of Anarchy | Đề cử   |
| 2014 | Giải EWwy                        | Nam diễn viên chính xuất sắc nhất trong một phim truyền hình chính kịch | Sons of Anarchy | Đề cử   |
| 2015 | People's Choice Awards           | Nam diễn viên truyền hình cáp yêu thích                                 | Sons of Anarchy | Đề cử   |
| 2015 | Giải Vệ tinh                     | Nam diễn viên chính xuất sắc nhất trong một phim truyền hình chính kịch | Sons of Anarchy | Đề cử   |
| 2015 | Critics' Choice Television Award | Nam diễn viên chính xuất sắc nhất trong một phim truyền hình chính kịch | Sons of Anarchy | Đề cử   |